# Institute of Chartered Shipbrokers
El Institute of Chartered Shipbrokers (ICS) es una asociación profesional y la organización superior mundial de la industria marítima. Fundado en 1911 en Londres, recibió una Carta Real en 1920.
El Instituto proporciona a los profesionales marítimos altamente calificados siendo el único organismo profesional reconocido internacionalmente. 
Representa a los corredores, gestores y agentes marítimos global con 24 sucursales en ubicaciones globales clave y cuenta con 4.000 Miembros (MICS) y Fellows (FICS).